# Anthony Rota
Anthony Rota (North Bay, Ontario, 15 de mayo de 1961) es un político canadiense. Miembro del Partido Liberal, entre el 5 de diciembre de 2019 y el 27 de septiembre de 2023 se desempeñó como presidente de la Cámara de los Comunes, actualmente ejerce como miembro del Parlamento (MP) por la circunscripción de Nipissing—Timiskaming. Anteriormente representó a Nipissing—Timiskaming como diputado de 2004 a 2011. En 2019, fue elegido por la Cámara de los Comunes para ser presidente del 43.º Parlamento y en 2021 fue reelegido en el 44.º Parlamento.
El 26 de septiembre de 2023, anunció su intención de dimitir como presidente al final del día siguiente, el 27 de septiembre, debido a las consecuencias de su invitación y reconocimiento en la Cámara de los Comunes de Yaroslav Hunka, un ucraniano-canadiense que había servido en la 14.ª División de Granaderos SS de las Waffen-SS durante la Segunda Guerra Mundial.

## Biografía

### Infancia y estudios
Nacido en North Bay, Ontario. Tiene una licenciatura en ciencias políticas de la Universidad Wilfrid Laurier, una diplomatura en finanzas de Algonquin College y una maestría en administración de empresas de la Universidad de Ottawa.
Antes de su elección como diputado, Rota trabajó para el Programa de Asistencia a la Investigación Industrial (IRAP) como gerente regional de Ontario. También trabajó en la Red de Tecnología Canadiense en Ottawa. Habla inglés, francés, italiano y español. Es profesor de ciencias políticas en la Universidad de Nipissing.

### Carrera política
Comenzó su carrera política a nivel municipal, sirviendo como concejal para el Concejo Municipal de North Bay y presidiendo el comité de planificación y desarrollo económico de la ciudad. Fue elegido miembro de la Cámara de los Comunes por Nipissing — Timiskaming en las elecciones federales de 2004. Fue reelegido en las elecciones de 2006 y en las elecciones de 2008.
Se postuló nuevamente en las elecciones de 2011, pero perdió por solo 14 votos ante el candidato del Partido Conservador. Después de su derrota comenzó a enseñar en la Universidad Nipissing en North Bay, Ontario.
En las elecciones de 2015 volvió a ser el candidato, recuperando su escaño en la Cámara de los Comunes. El 9 de diciembre de 2015 fue designado vicepresidente adjunto de las Comisiones Plenarias.
Fue reelegido en las elecciones de 2019, donde también fue elegido presidente de la Cámara de los Comunes el 5 de diciembre de 2019.

### Dimisión
El 22 de septiembre de 2023, tras un discurso ante el parlamento canadiense del presidente ucraniano Volodímir Zelenski, Rota presentó a Yaroslav Hunka en las tribunas parlamentarias. Lo definió como un «héroe de guerra». Dijo: «Hoy tenemos aquí en la cámara a un veterano de guerra ucraniano-canadiense de la Segunda Guerra Mundial que luchó por la independencia de Ucrania contra los rusos y continúa apoyando a las tropas hoy incluso a su edad de 98 años. Su nombre es Yaroslav Hunka. Estoy muy orgulloso de decir que él es de North Bay y de mi ciudad de Nipissing—Timiskaming. Es un héroe ucraniano y un héroe canadiense, y le agradecemos todo su servicio. Gracias». Hunka recibió una fuerte ovación por los miembros de todos los partidos políticos presente en la sala incluidos Zelenski, su esposa y el primer ministro canadiense Justin Trudeau.
Informes de prensa posteriores identificaron a Hunka como miembro de la 14.ª División de Granaderos SS (1.ª División Galitzia) una unidad de las Waffen-SS que combatió a favor de la Alemania nazi contra la Unión Soviética durante la Segunda Guerra Mundial. Rota se disculpó dos días después de su declaración inicial, diciendo: «En mis comentarios después del discurso del presidente de Ucrania, reconocí a un individuo en la galería. Posteriormente me enteré de más información que me hace lamentar mi decisión de hacerlo» Rota se disculpó con las «comunidades judías de Canadá y de todo el mundo» y aceptó la responsabilidad de su acción, diciendo que ni la delegación ucraniana ni otros parlamentarios sabían que reconocería a Hunka. Al día siguiente, se enfrentó a crecientes demandas de partidos y organizaciones políticas para que dimitiera.
El 26 de septiembre de 2023, anunció su dimisión como presidente de la Cámara de los Comunes por la polémica: «me levanto para informar con gran pesar de mi renuncia como presidente de la Cámara de los comunes». La dimisión se hizo efectiva al día siguiente. Rota es el séptimo presidente de la Cámara de Representantes en dimitir en la historia de Canadá, siendo John Bosley el anterior en 1986.